# Угол Богарта
Угол Богарта — угловой показатель краниовертебральных отношений. Угол Богарта соответствует углу входа задней черепной ямки. Образован бугорком турецкого седла, базионом и опистинионом.
Назван в честь нидерландского учёного Йоханнеса Богарта (нидерл. Johannes Adrianus Boogart; 1823—1877), опубликовавшего работу по платибазии, описавшего данное краниовертебральное отношение.
Изучение угла Богарта начинают с поиска на краниограмме следующих точек:
- Базион — передний край большого затылочного отверстия;
- Опистинион — задний край большого затылочного отверстия;
- Наиболее выступающая верхне-задняя точка спинки турецкого седла.

Между базионом и опистинионом проводится линия, так называемая «Линия Мак-Рея». От наиболее выступающей верхне-задней точки спинки турецкого седла к базиону проводится «Линия ската».
Угол Богарта — угол между линией Мак-Рея и линией ската.
По разным данным в норме Угол Богарта составляет от 120 до 135 градусов.
При платибазии происходит увеличение угла Богарта.